# Пет Невін
Пет Невін (англ. Pat Nevin, нар. 6 вересня 1963, Глазго) — колишній шотландський футболіст, фланговий півзахисник.
Насамперед відомий виступами за клуби «Челсі» та «Евертон», а також національну збірну Шотландії.

## Клубна кар'єра
У дорослому футболі дебютував 1981 року виступами за команду «Клайд», в якій провів два сезони, взявши участь у 73 матчах чемпіонату.
Своєю грою привернув увагу представників тренерського штабу клубу «Челсі», до складу якого приєднався 1983 року. Відіграв за «пенсіонерів» наступні п'ять сезонів своєї ігрової кар'єри. Більшість часу, проведеного у складі «Челсі», був основним гравцем команди.
1988 року уклав контракт з клубом «Евертон», у складі якого провів наступні чотири роки своєї кар'єри гравця. Граючи у складі «Евертона» також здебільшого виходив на поле в основному складі команди.
Згодом з 1992 по 1998 рік грав у складі клубів «Транмер Роверз» та «Кілмарнок».
Завершив професійну ігрову кар'єру у клубі «Мотервелл», за який виступав протягом 1998–2000 років.

## Виступи за збірну
1986 року дебютував в офіційних матчах у складі національної збірної Шотландії. Протягом кар'єри у національній команді, яка тривала 11 років, провів у формі головної команди країни лише 28 матчів, забивши 5 голів.
У складі збірної був учасником чемпіонату Європи 1992 року у Швеції.

## Титули і досягнення
- Чемпіон Європи (U-18): 1982